# 砂場 (蕎麦屋)

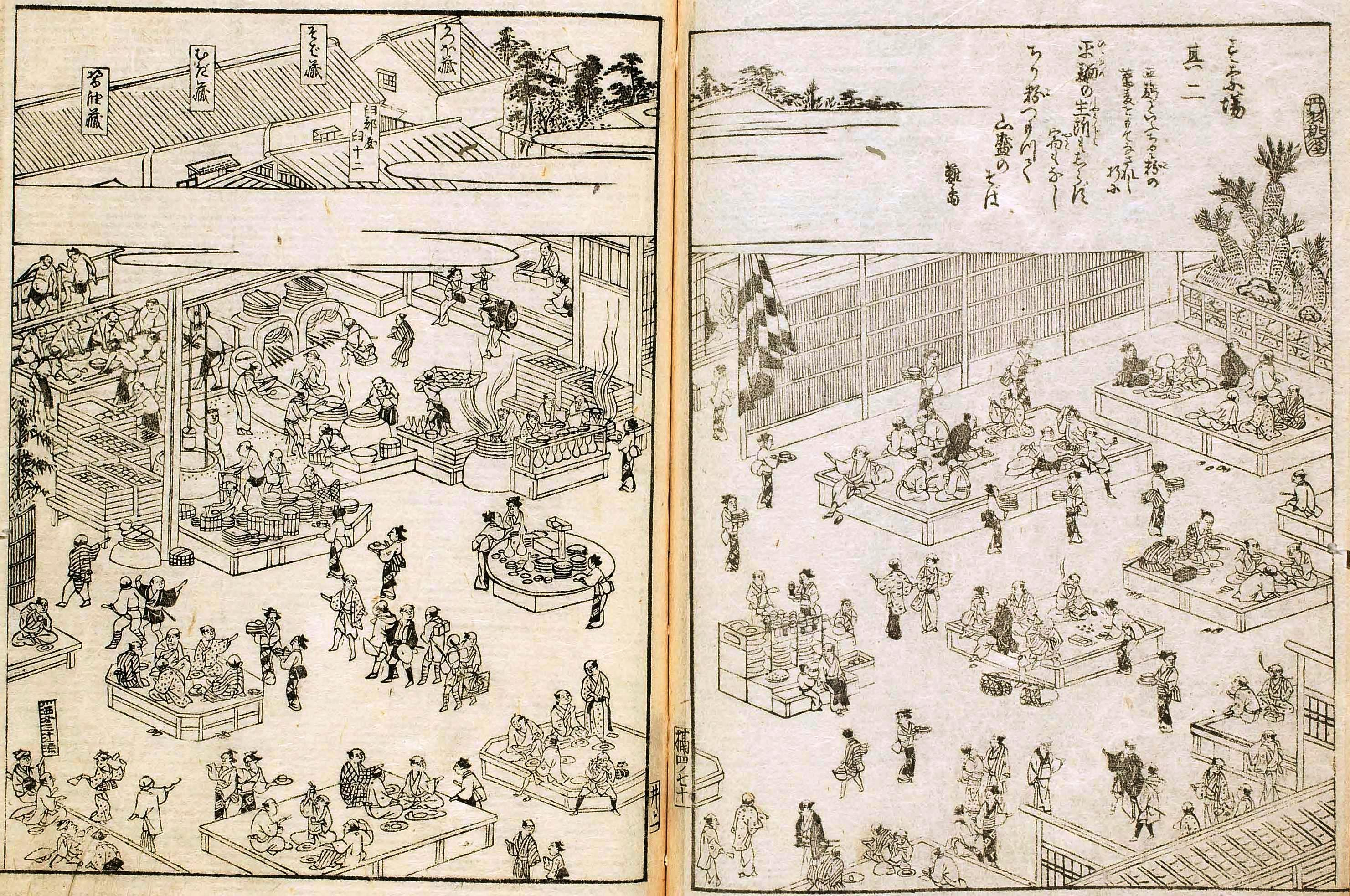
砂場「いづみや」店内。摂津名所図会

砂場（すなば）は、大坂を起源とする蕎麦屋老舗のひとつ。蕎麦屋の老舗としては、更科・藪とあわせて3系列が並べられることが多い。

## 歴史
名称の由来は、大坂城築城に際しての資材置き場のひとつ「砂場」によるものとされる。
砂場（大坂）の正確な創立年代はわかっておらず諸説ある。最も古い説では大坂城築城開始の翌年の1584年に「津国屋」が創業としているが、この説については食文化史から疑問が提示されている。
1798年版の『大坂新町細見之図澪標』（他に1757年版と1783年版がある）に麺類名物の商人として和泉屋太兵衛、津国屋作兵衛の2名が記され、それぞれの店舗の場所は砂場門際、同角と記されている。同書に描かれている「惣廓方角略図」では新町遊廓の南西にある佐渡島町西門の外に「砂場」と記されている。「和泉屋」については、1730年に出版された別文献にも、店頭風景が掲載されており、遅くともこの年までに成立している。この2軒について、場所名で呼ぶことが定着し、「す奈バ」（砂場）の屋号が生まれたものと考えられている。
1799年の『摂津名所図会』の大坂部四下の巻新町傾城郭の項には「砂場いづみや」の図があり、そば切りとうどんの両方を提供しているように見える。
「和泉屋」も「津国屋」も現存しないが、大阪市西区新町二丁目の新町南公園の南東隅に砂場発祥の石碑が建てられている。ただし、この位置では新町遊廓南端の吉原町になってしまう。新町南公園の西隣や北西隣の区画が佐渡島町西門（砂場門）の外にあたる。
後述するように江戸にも出店してるほか、遠いところだと秋田県の西馬音内そばも砂場の系統である。

### 江戸への進出
江戸への進出時期についても明確な記録はないが、1751年に出版された『蕎麦全書』に「薬研堀大和屋大坂砂場そば」の名称が、1781年-1789年に出版された『江戸見物道知辺』に「浅草黒舟町角砂場蕎麦」の名称が、それぞれ見られる。ただし大坂の砂場との関係は明らかではない。
江戸末期の1848年に出版された『江戸名物酒飯手引草』には、6軒の「砂場」が紹介されている。
蕎麦屋の定番商品となっている「天ざる」は、1955年に室町砂場で開発されたものとされるが定かではない。

## 現在の砂場

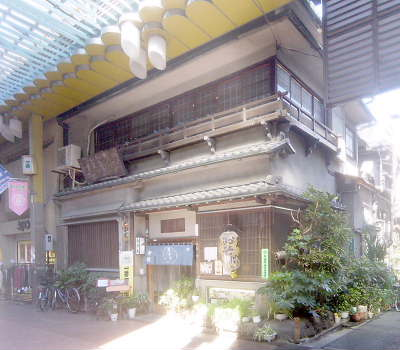
南千住砂場・1954年建築で荒川区の文化財

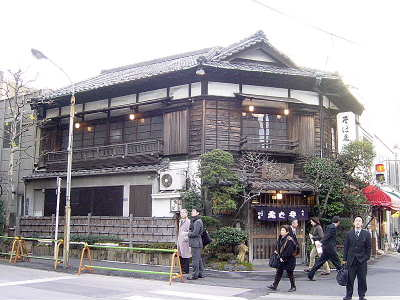
虎ノ門大坂屋砂場・1923年（大正12年）建築の木造2階建て

江戸時代にすでに存在していた「砂場」のうち、「南千住砂場」は2018年現在も営業中である。

### 南千住砂場
東京都荒川区の南千住（三ノ輪）、商店街「ジョイフル三ノ輪」の中にある。江戸時代に記録がある「糀町七丁目砂場藤吉」が移転して存続したもの。建物は1954年の木造建築で荒川区の文化財指定を受けている。
なお、糀町七丁目砂場藤吉からは、幕末に室町砂場（旧本石町砂場）・明治初期に虎ノ門砂場（琴平町砂場 現在は虎ノ門大坂屋砂場）が分岐している。うち虎ノ門砂場の建物は、戦災を免れた1923年建築の木造三階建てのもの。

## かつて存在した店舗

### 巴町砂場
東京都港区の虎ノ門（旧・芝西久保巴町）にて、1839年から2017年まで営業していた。江戸時代に記録がある「久保町すなば」が移転して存続したもの（なお、巴町砂場と、糀町から分岐した虎ノ門大坂屋砂場は、非常に近いところにある）。

## 砂場会
江戸時代からの砂場の系列店は、1933年に砂場長栄会を結成した。その後、神田多町系の砂場の系列店が大量に砂場長栄会に入会し、1955年には砂場会となった。また、1956年には商標登録を行っている。